# وسیله نقلیه

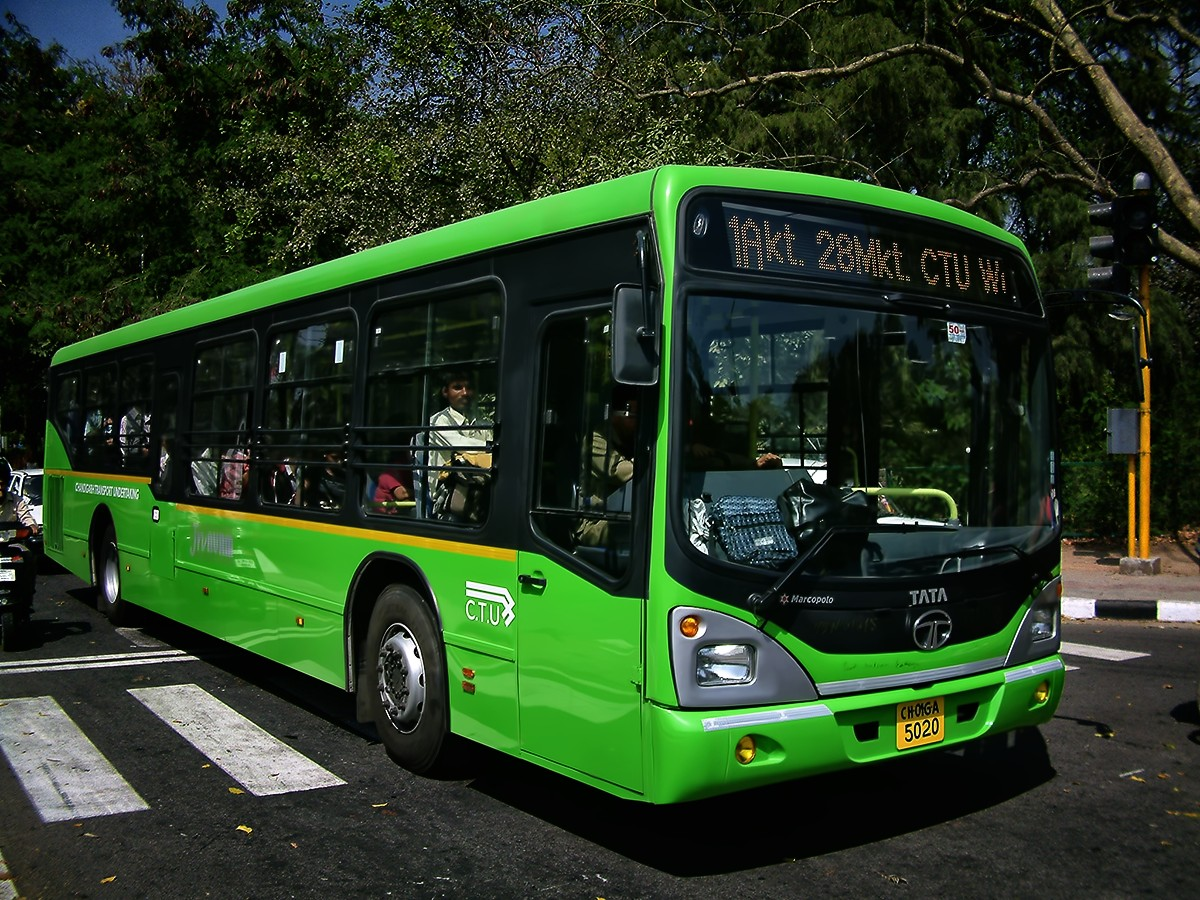
اتوبوس‌ها یکی از همگانی‌ترین وسایل نقلیه عمومی هستند

وسیله نقلیه یا وسیله جابجایی به وسیله‌ای گفته می‌شود که برای ترابری افراد یا بارها طراحی شده و به کار می‌رود. وسیله نقلیه شامل گاری، دوچرخه، وسیله موتوری (موتورسیکلت، خودرو، کامیون، اتوبوس)، ترابری ریلی (قطار و تراموا)، شناور (کشتی، قایق)، وسیله نقلیه آبی‌خاکی، هواگرد (هواپیما، بالگرد)و بالون است.

## انواع وسایل نقلیه موتوری
- خودروها: شامل اتومبیل‌های سواری و وانت
- خودروها و اتوبوس‌های کوچک با وزن کمتر از ۵/۳ تن
- وسایل نقلیه باری (کامیونها)
- اتوبوس‌های بزرگ با بیش از ۵/۳ تن وزن
- تراکتورها: شامل تراکتورهای یدک‌کش با سرعت کمتر از ۲۰ کیلومتر در ساعت
- بارکش‌های شهری با سرعت بیش از ۲۰ کیلومتر بر ساعت
- یدک‌کش‌های چرخ زنجیری
- موتورسیکلت‌ها: که بر اساس حجم موتور آنها تقسیم‌بندی می‌شوند مثل: موتورسیکلت‌های با حجم ۵۰ و ۱۰۰ و ۱۲۵ و ۲۵۰ و ۷۵۰ و ۱۰۰۰ سی سی
- قطار
- ماشین آلات کشاورزی
- قایق دریانوردی، ماهیگیری، اسکی‌روی آب، تندروی ورزشی، دفاعی، گشت گمرکات، گشت مرزی، گشت نجات
- کشتی تفریحی، باری، مسافربری، دفاعی، ماهیگیری و شیلات، گشت گمرکات و گشت مرزی، گشت نجات
- لنج باری، مسافری، ماهیگیری، دریانوردی

## تغییر وسایل نقلیه با پیشرفت علم و فناوری
پیشرفت فناوری در دنیای مدرن و پیشرفته به زودی شاهد تحولی عظیم در صنعت حمل و نقل خواهد بود.
به چند نمونه از مواردی که در آینده ای نزدیک مورد استفاده قرار می‌گیرد اشاره می‌کنیم.
1. ماشین خودران
2. ماشین پرنده
3. پهپادهای مسافربری
4. خودروی برقی
5. هواپیمای برقی
6. سیستم‌های منوریل
7. شاتل‌های خودران
8. اتوبوس خودران
9. سیستم هایپرلوپ